# Båtvikstjärnen
Båtvikstjärnen är en sjö i Skellefteå kommun i Västerbotten och ingår i Skellefteälven-Bureälvens kustområde. Sjön har en area på 0,14 kvadratkilometer och ligger 30,3 meter över havet. Sjön avvattnas av vattendraget Kvarnbäcken. Vid provfiske har bland annat abborre, braxen, gers och löja fångats i sjön.

## Delavrinningsområde
Båtvikstjärnen ingår i det delavrinningsområde (718319-175397) som SMHI kallar för Mynnar i havet. Medelhöjden är 30 meter över havet och ytan är 6,31 kvadratkilometer. Det finns inga avrinningsområden uppströms utan avrinningsområdet är högsta punkten. Avrinningsområdets utflöde Kvarnbäcken mynnar i havet. Avrinningsområdet består mestadels av skog (72 procent) och jordbruk (11 procent). Avrinningsområdet har 0,38 kvadratkilometer vattenytor vilket ger det en sjöprocent på 2,9 procent.

## Fisk
Vid provfiske har följande fisk fångats i sjön:
- Abborre
- Braxen
- Gärs
- Löja
- Mört